# القاضي (جرابلس)
القاضي قرية سوريّة تتبع إداريّاً لمحافظة حلب منطقة جرابلس ناحية غندورة، بلغ تعداد سكانها 415 نسمة حسب التعداد السكاني لعام 2004 .قرية تركمانية